# Pădurea Tălășmani (sit SCI)
Pădurea Tălășmani este o arie protejată (arie specială de conservare — SAC, sit de importanță comunitară — SCI) din România, desemnată în scopul protejării biodiversității și menținerii într-o stare de conservare favorabilă a florei spontane și faunei sălbatice, precum și a habitatelor naturale de interes comunitar aflate în arealul zonei protejate. Aceasta este situată în sud-estul  Moldovei, pe teritoriul județului Galați.

## Localizare
Aria naturală se află în extremitatea nord-estică a județului Galați pe teritoriul administrativ al orașului Berești , în apropierea drumului județean DJ242A care leagă orașul Berești de localitatea Rădești.

## Înființare
Pădurea Tălășmani ce include și rezervația naturală omonimă, a fost declarată sit de importanță comunitară prin Ordinul Ministerului Mediului și Dezvoltării Durabile Nr.1964 din 13 decembrie 2007 (privind instituirea regimului de arie naturală protejată a siturilor de importanță comunitară, ca parte integrantă a rețelei ecologice europene Natura 2000 în România) și se întinde pe o suprafață de 54,3 hectare. Situl a fost protejat și ca arie specială de conservare în mai 2022.

## Biodiversitate
Situl reprezintă o zonă naturală de tip colinar (dealuri cu terenuri arabile și păduri de foioase) încadrată în bioregiunea stepică a Podișului Covurlui (subdiviziune geomorfologică a Podișului Moldovenesc ce adăpostește un habitat natural de tip: Păduri dacice de stejar si carpen. 
Aria naturală conservă mai multe specii protejate prin Directiva Consiliului European 92/43/CE (anexa I-a) din 21 mai 1992 (privind conservarea habitatelor naturale și a speciilor de faună și floră sălbatică) și aflate pe lista roșie a IUCN; astfel: trei mamifere: pârșul cu coada stufoasă (Dryomys nitedula), pârșul de alun (Muscardinus avellanarius) și orbete (Nannospalax leucodon) este un mamifer dintr-o specie rară (Spalax leucodon - ssp. Nannospalax leucodon); precum și doi amfibieni: broasca râioasă brună (Bufo bufo) și brotacul-verde-de-copac (Hyla arborea).
Flora arboricolă are în componență specii de stejar (Quercus robur), fag (Fagus sylvatica), fag oriental (Fagus orientalis), frasin (Fraxinus excelsior), frasin de câmp (Fraxinus angustifolia), frasin pufos (Fraxinus prallisae), jugastru (Acer campestre) sau tei pucios (Tilia cordata). La nivelul ierburilor sunt întâlnite câteva rarități floristice; dintre care: brebenel (Corydalis solida), păștiță (Anemone ranunculoides), plămânărică (Pulmonaria officinalis), găinușă (Isopyrum thalictroides) sau ghiocel balcanic (Galanthus graecus - sin. Galanthus elwesii ).